# Зумі
Зумі (груз. ზუმი) — село в Грузії.
За даними перепису населення 2014 року в селі проживає 995 осіб.